# Moëlan-sur-Mer
 Moëlan-sur-Mer  (en bretón Molan) es una población y comuna francesa, situada en la región de Bretaña, departamento de Finisterre, en el distrito de Quimper y cantón de Pont-Aven.

## Demografía
| 6653 | 6276 | 6297 | 6501 | 6596 | 6592 |
| Para los censos de 1962 a 1999 la población legal corresponde a la población sin duplicidades (Fuente: INSEE [Consultar]) |      |      |      |      |      |